# زودباش، زودباش
زودباش، زودباش (به انگلیسی: C'mon, C'mon) چهارمین آلبوم استودیویی از خواننده-ترانه‌پرداز اهل ایالات متحده آمریکا، شریل کرو است که در ۸ آوریل ۲۰۰۲ در بریتانیا، و در ۱۶ آوریل ۲۰۰۲ در ایالات متحدهٔ آمریکا منتشر شد.
«آفتاب‌گرفتن» تک‌آهنگ اصلی این آلبوم بود که در صدرِ جدولِ موسیقیِ معاصرِ بزرگسالانِ بیلبورد و جایگاه ۱۷ جدول ۱۰۰ آهنگ داغ بیلبورد آمریکا جای گرفت. این ترانه یکی از موفق‌ترین ترانه‌های کرو از زمان پخش «همه آنچه که می‌خواهم انجام دهم» بود.
زودباش، زودباش پاپ‌ترین آلبوم کرو دانسته می‌شود که از آلبوم پیشین او، جلسه‌های گلوب، فاصلهٔ زیادی داشت. زودباش، زودباش در جایگاه ۲ جدول آلبوم‌های بریتانیا و جدول بیلبورد ۲۰۰ آمریکا جای گرفت. این آلبوم با فروش بیش از ۲ میلیون نسخه در ایالات متحدهٔ آمریکا نشان پلاتینی دریافت کرده است. آلبوم به دوست پسر پیشین کرو، اوون ویلسون تقدیم شده است و بازتاب‌دهندهٔ رابطهٔ آن‌هاست.